# Birni Lallé
Birni Lallé (auch: Birnin Lallé) ist eine Landgemeinde im Departement Dakoro in Niger.

## Geographie

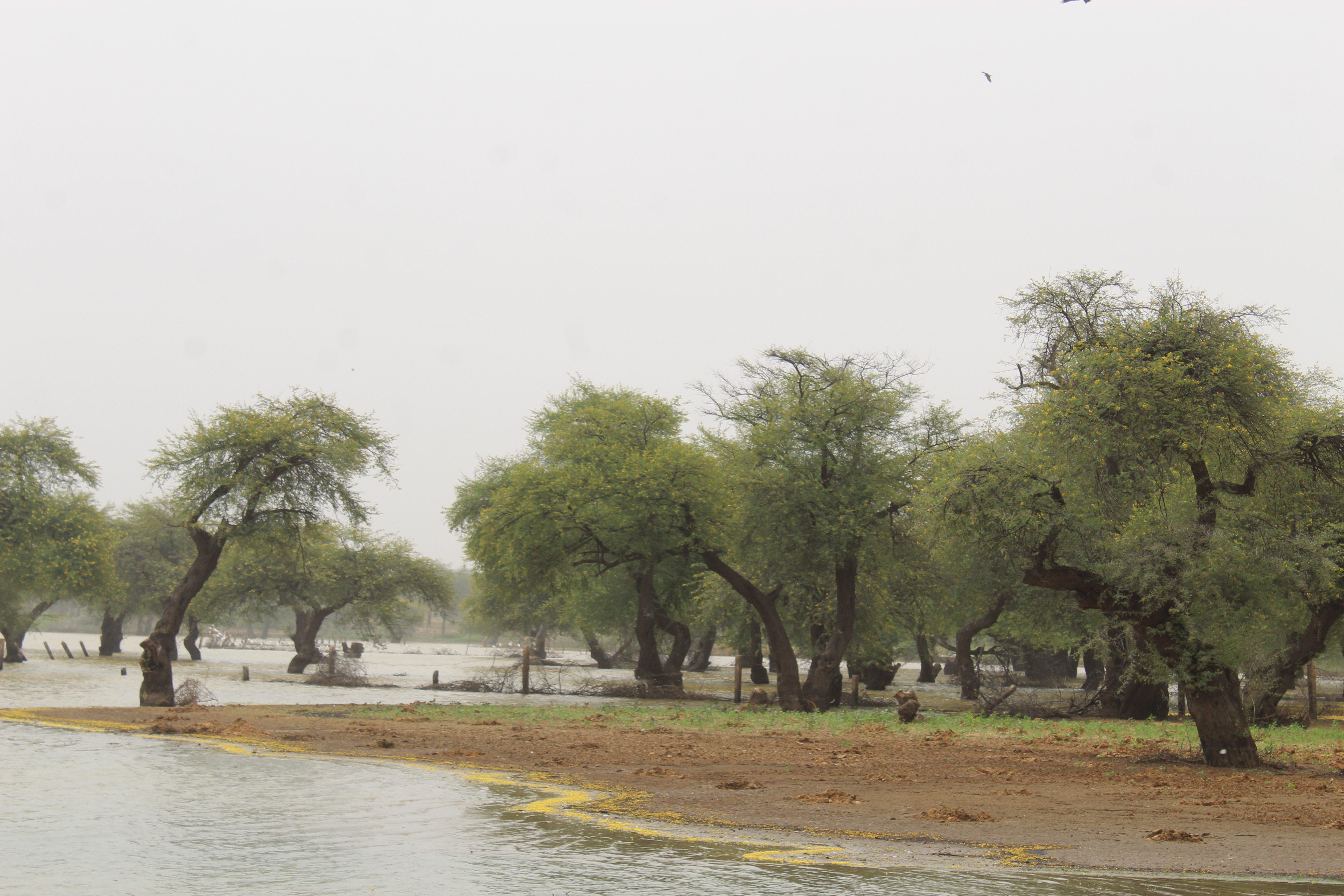
Ein Teich in Birni Lallé (2023)

Birni Lallé liegt in der Sahelzone. Die Nachbargemeinden sind Azagor, Bermo, Dakoro und Roumbou I im Norden, Bader Goula im Osten, Adjékoria, Korahane und Kornaka im Süden sowie Azèye und Babankatami im Westen. Bei den Siedlungen im Gemeindegebiet handelt es sich um 45 Dörfer, 17 Weiler und 9 Lager. Der Hauptort der Landgemeinde ist das Dorf Birni Lallé. Es liegt auf einer Höhe von 398 m.
Die Forêt classée de Birni Lallé ist ein 48 Hektar großes unter Naturschutz stehendes Waldgebiet, das sich unmittelbar östlich des Hauptorts befindet. Die Unterschutzstellung erfolgte 1951.

## Geschichte
Der Name Birni Lallé kommt aus der Sprache Hausa und bedeutet „Zitadelle des Glücks“. Birni Lallé war die erste namentlich bekannte Hauptstadt Gobirs, später zog das Volk von Gobir weiter in den Süden. Die Ruinen des alten Birni Lallé sind noch heute vorhanden. In den 1920er Jahren siedelten sich einige Familien aus Tibiri im Ort an. 1947 richtete die französische Kolonialverwaltung einen Kanton in Birni Lallé ein und löste den Ort damit aus dem bereits bestehenden Kanton Kornaka heraus. Im Zuge einer landesweiten Verwaltungsreform 2002 wurde das Gebiet des Kantons Birni Lallé auf die Landgemeinden Birni Lallé sowie Azagor, Korahane und Roumbou I aufgeteilt. Teile des Kantons fielen außerdem an die Departementshauptstadt Dakoro.

## Bevölkerung
Bei der Volkszählung 2012 hatte die Landgemeinde 30.846 Einwohner, die in 3971 Haushalten lebten. Bei der Volkszählung 2001 betrug die Einwohnerzahl 22.477 in 3148 Haushalten.
Im Hauptort lebten bei der Volkszählung 2012 888 Einwohner in 138 Haushalten, bei der Volkszählung 2001 510 in 72 und bei der Volkszählung 1988 420 in 71 Haushalten.
In ethnischer Hinsicht ist die Gemeinde ein Siedlungsgebiet von Gobirawa und Tuareg.

## Politik
Der Gemeinderat (conseil municipal) hat 12 gewählte Mitglieder. Mit den Kommunalwahlen 2020 sind die Sitze im Gemeinderat wie folgt verteilt: 5 MPR-Jamhuriya, 5 PNDS-Tarayya, 1 ADD-Zakara und 1 CPR-Inganci.
Jeweils ein traditioneller Ortsvorsteher (chef traditionnel) steht an der Spitze von 40 Dörfern in der Gemeinde, darunter dem Hauptort.

## Wirtschaft und Infrastruktur

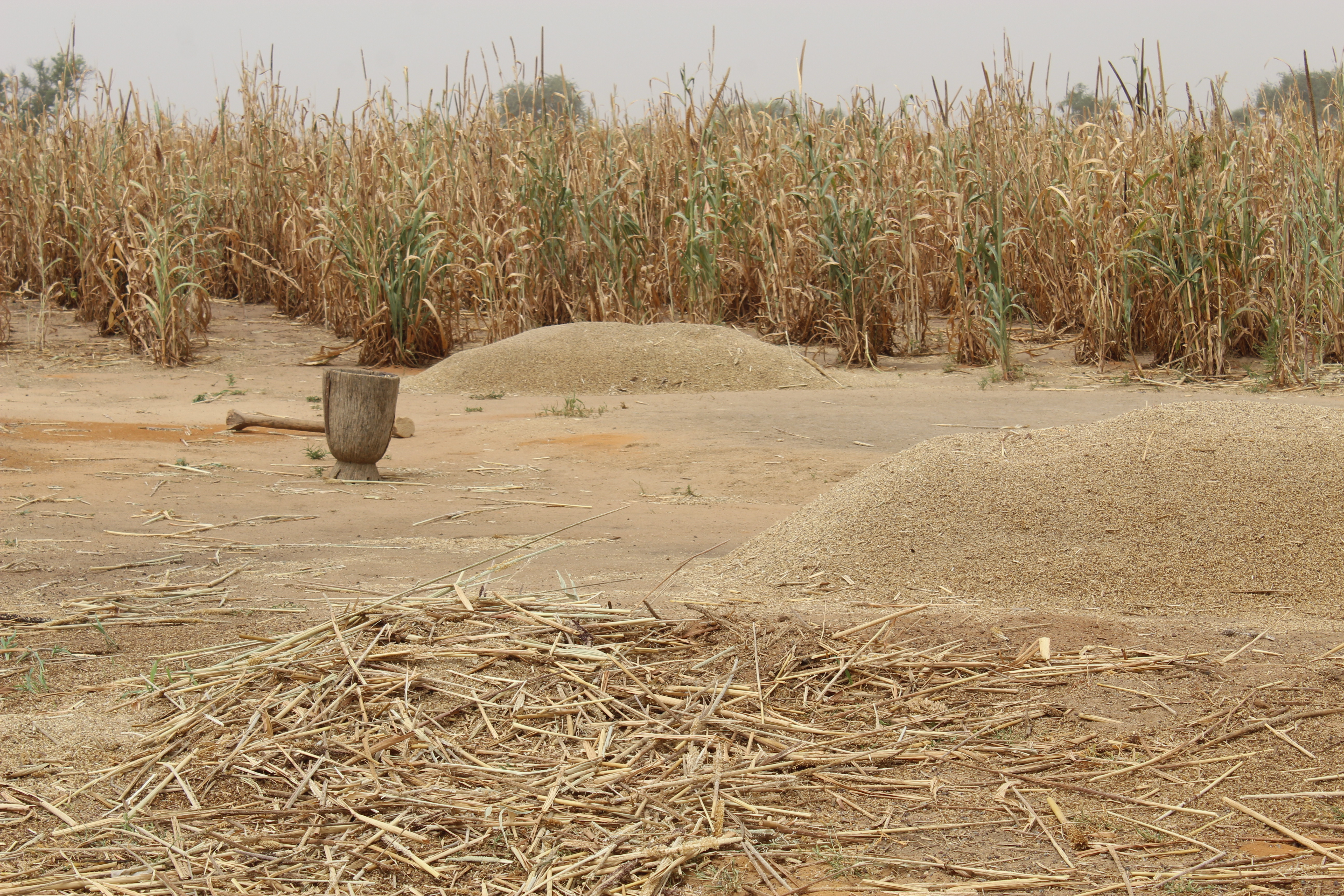
Ackerbau in Birni Lallé (2023)

Birni Lallé liegt in einer Zone, in der Agropastoralismus betrieben wird. Landnutzungskonflikte zwischen Viehzüchtern, die das Gemeindegebiet zwischen Norden und Süden durchwandern, und sesshaften Ackerbauern sind häufig. Es gibt nur einen einzigen, vergleichsweise kleinen Markt in der Gemeinde. Die Anziehungskraft der nahen Stadt Dakoro wirkt sich negativ auf Bestrebungen aus, eine funktionierende dezentrale Verwaltung in Birni Lallé aufzubauen.
Im Hauptort ist ein Gesundheitszentrum des Typs Centre de Santé Intégré (CSI) vorhanden. Beim Centre de Formation aux Métiers de Birni Lallé (CFM Birni Lallé) handelt es sich um ein Berufsausbildungszentrum.
Durch den Hauptort und das Dorf Dirgouna verläuft die Nationalstraße 30 zwischen Kadata und Abalak.